# امبیلمگاما
امبیلمگاما (به لاتین: Embilmeegama) یک منطقهٔ مسکونی در سری‌لانکا است که در استان مرکزی (سری‌لانکا) واقع شده‌است.